# Богемская волость
Богемская во́лость — административно-территориальная единица в составе Перекопского уезда Таврической губернии. Образована в результате земской реформы 1890 года, при реоганизации, в основном, Григорьевской волости.

## География
Располагалась на севере уезда, знимая прилегающее к Чонгарскому мосту и побережью Сиваша. На западе граничила с Воинской, юге — Александровской волостями, на востоке — Ак-Шеихская и Тотанайская волости (граница — по реке Победная). Рельеф — плоская степь. Занимала, в основном, север и центр современного Джанкойского района до Джанкоя на юге.

## Состояние на 1892 год
По «…Памятной книжке Таврической губернии на 1892 год» в Богемской волости записано 65 населённых пунктов, из них только в 15 показано учтённое население — всего 1 368 жителей. Деревни Джаракчи и Асс-Джаракчи записаны как одна.

| - Абаклы-Тама — 37 чел. - Аджай-Кат — 37 чел. - Богемка — 229 чел. - Бурлак-Тама — 195 чел. - Джаракчи — 37 чел. - Джургун — 117 чел. - Дюрмень — 38 чел. - Каштановка — 77 чел. | - Копань — 77 чел. - Курт-Ички — 45 чел. - Мамут — 54 чел. - Ново-Джанкой — 27 чел. - Павловка — 185 чел. - Татаркой — 156 чел. - Чучак — 94 чел. |

Основная часть селений волости — 50 штук — в сельские общества не входила, как безземельные и просто перечислена, без указания числа жителей.

| - Алгазы-Кипчак - Аджай - Акташ - Апас-Богалак - Асмак - Ауз-Кирк - Бабий - Байсары - Барач - Бешаран-Гирей - Бийсу - Биюк-Алкалы - Биюк-Найман | - Биюк-Сунак - Букеш - Джандевлет - Джанай - Джанкой - Джарак - Иргиз - Караджи - Карач - Карачи-Китай - Кат - Кирк - Кокчегоз | - Копурча - Кувчи - Куртчи-Гирей - Кучук-Алкалы - Мечетлы-Китай - Орак-Аджи - Орманчи - Отар - Пусюрман - Самай - Султан-Бочала - Тавбузар | - Таганаш - Тазанай-Гирей - Тархан-Сунак - Тенсу - Тереклы-Ишунь - Тогунчи - Той-Тебе - Тюк-Джанкой - Чокраклы-Шейх-Эли - Чучак - Элюгазан - Эски-Кой-Тама |

## Состояние на 1900 год
В Памятной книжке Таврической губернии на 1900 год зафиксировано 83 населённых пункта с населением 6937 человек, из них 32 деревни.
Кроме того в волости записаны 13 посёлков: Абаклы с 38 жителями, Ауз-Кирк — 176, Биюк-Алкалы — 105, Биюк-Сунак — 67, Джанкой — 835, Иргиз — 40, Керлеут — 100, Курчи-Кирей — 72, Мечетлы-Китай — 168, Тавбузар — 208, Таганаш — 1060, Толканджи-Кирей — 11 и Чокраклы-Шейх-Эли — 138 жителей. Также 28 хуторов: Бешаран-Кирей — с 9 жителями, Бийсу — с 10, Биюк-Найман — с 3, Джаба — с 41, Джанай — с 41, Джанкой — с 24, Джантуган — с 44, Джаракчи — с 7, Джудрук — с 60, Екатериновка — с 7, Кат — с 13, Кир-Ишунь — с 50, Кирчи-Кирей — с 6, Конурча — с 22, Корач-Барач — с 12, Кучук-Алкалы — с 45, Мартыновка — с 6, Орак-Аджи — с 40, Орманчи — с 18, Султан-Бочала — с 16, Суран — с 10, Полурман — с 8, Тенсу — с 51, Терс-Багалак — с 25, Той-Тебе — с 19, Тогунчи — с 35, Тюп-Алгазы — с 26, Ценера — с 5 и 10 экономий: Акташ — с 10 жителями, Апас-Бугалак — с 68, Барин — с 28, Джарак — с 26, Карач-Барач — с 22, Марьино — с 88, Отар — с 5, Султан-Бочала — с 49, Тархан-Сунак — с 47, Эски-Кой-Тама — с 60.

## Состояние на 1915 год
По Статистическому справочнику Таврической губернии. Ч.II-я. Статистический очерк, выпуск пятый Перекопский уезд, 1915 год, в Богемской волости Перекопского уезда числилось 175 различных поселений, из них 3 села — Асс-Джаракчи (32 приписных жителя и 25 «посторонних»), Марьино (122 приписных и 4 — «посторонних»), Ойрат-Карангит (вакуф) (24 приписных и 8 «посторонних») и 44 деревни, в которых проживало 8188 человек приписных жителей и 2982 — «посторонних». Большое комичество хуторов и экономий связано с развитием соляных промыслов и близостью железной дороги.

| - Абаклы-Тама - Абаклы-Тама (немецкий) - Аджай-Кат - Ак-Таш - Алгазы-Кипчак - Алгазы-Кипчак (Булгаковой) - Биюк-Сунак - Биюк-Таганаш - Богемка - Бурлак-Тама - Владимировка - Джаба - Джадра-Бурлак - Джадра-Кият - Джадра-Шихель | - Джантуган - Джургун (Мироновка) - Дюрмень - Иргиз - Карач (вакуф) - Каштановка - Конурчи - Копань - Курт-Ички - Курчи-Кирей (вакуф) - Курчи-Кирей (Дубса) - Курчум-Бочала - Кучук-Алкалы - Кучук-Джадра - Кучук-Сунак | - Кучук-Таганаш - Мамут - Мечетлы-Китай - Ново-Джанкой - Новый Таганаш - Ногай-Тама - Орманчи - Осмак - Павловка - Татаркой - Терс-Богалак - Тогунчи - Той-Тебе - Тюп-Джанкой - Чучак - Эски-Яни-Джан-Девлет (вакуф) |

Кроме того в волости числились 2 посёлка — Биюк-Таганаш и Кучук-Таганаш и 74 хутора — Алгазы, 2 Алгазы-Кипчак, 4 Аппас-Богалак, Ауз-Кирк, 2 Барын-Суран, 2 Бешаран-Кирей, Биюк-Алкалы, Биюк-Найман, Биюк-Тузак, Денгиль, Джаба, 2 Джанай, Джан-Девлет, Джарак, Джаракчи, Джудрук, Екатериновка, 2 Кокчегоз, Конурчи, 2 Караджи, Караджи-Багалак, 3 Карач-Барач, Карачи-Китай, Кутлу-Аяк, 2 Керлеут, 2 Керлеут-Шереп, Кучук-Найман, Кучук-Таганаш, Кырк, Кырк-Ишунь 2-й, Марьяновка, Надеждино, Орак-Аджи Орта-Сунак, 2 Отар, Посурман 1-й, Посурман 2-й, Сарылры-Китай, Суран, Таук, Тенсу, Тереклы-Ишунь, 2 Терс-Багалак, Тозанай-Кирей, 2 Той-Тебе, 2 Толканджи-Кирей, Тотай, Тузакчи, Фазыл-Китай, Фатаган, Ченчи-Кирк, Чокрак, Чокраклы-Шейх-Эли, Чокрак-Сунак, Чучак, Шукур-Джурут-Кипчак, 2 Эски-Кой-Тама. В волости было 5 усадеб: Байсары, Джаба, Суран-Барын, Толканджи-Куртчи-Кирей, Тогунчи; 14 экономий Андреевка, Аппас-Богалак, Бий-Су-Ковче, Кат, Кирк-Ишунь, Кокоз, Кучук-Алкалы, Кырк-Ишунь 1-й, Марьино, Султан-Бочала, Тавбузар, Тархан-Сунак,Тенсу, Тюп-Алгазы, Чирик (она же Эски-Кой-Тама), 4 Сунакских соляных промысла, соляной промысел Балатукова, Таганашский и Тюп-Джанкойский соляной промысел; железнодорожная станция Таганаш, полустанки Дюрмень и Мамут, 17 железнодорожных будок и железнодорожная водокачка.
Волость существовала до упразднения, согласно постановлению Крымревкома от 8 января 1921 года.